# Messe de la Pentecôte (Olivier Messiaen)
La Messe de la Pentecôte est une œuvre musicale pour orgue composée à Paris en 1950 par Olivier Messiaen. Ce dernier la considérait comme «Le résumé de toutes mes improvisations réunies». Elle résulte en effet des improvisations qu'il pratiqua à l'orgue entre 1948 et 1950. Cette pièce intègre de nombreux chants d'oiseaux. Olivier Messiaen étant un grand ornithologue, il connaissait parfaitement le chant des différents oiseaux et était passé maître dans l'art de leur transcription sur son instrument de prédilection : l'orgue.
Produit de ses improvisations, la Messe de la Pentecôte est également une œuvre admirablement construite écrite et organisée. On y découvre notamment une complexité rythmique importante (supérieure à celle de toutes les pièces antérieures d'Olivier Messiaen).

## Structure
La Messe de la Pentecôte est divisée en cinq mouvements correspondant aux cinq moments de l'office :
1. Entrée - Les langues de feu -
2. Offertoire - Les choses visibles et invisibles -
3. Consécration - Le don de sagesse -
4. Communion - Les oiseaux et les sources -
5. Sortie - Le vent de l'Esprit -

Cette œuvre peut être considérée comme une préfiguration du « Livre d'orgue » qu'Olivier Messiaen composa en 1951.

## Discographie
- Messe de la Pentecôte, Livre d'orgue par Louis Thiry à l'orgue Metzler de la Cathédrale Saint-Pierre de Genève, 1972 Calliope. Enregistrement couronné par le Grand Prix de l'Académie Charles-Cros.